# Neolucanus pentaphyllus
Neolucanus pentaphyllus là một loài bọ cánh cứng trong họ Lucanidae. Loài này được Baba mô tả khoa học năm 2003.